# アキュラ・SLX
SLX（エスエルエックス）は、本田技研工業がかつてアキュラブランドで販売していたSUVである。
いすゞ自動車からOEMとしていすゞ・ビッグホーンの供給を受け、1996年から1999年までアメリカ限定で販売が行われた。

## 概要
グレードは5ドア、ガソリン、AT仕様のみで基本の「SLX」と「プレミアム」の2種類があり、「プレミアム」にはレザートリムシート、専用アルミホイール、電動格納ミラー、1列目シートヒーター、運転席8WAYパワーシート、助手席4wayパワーシート、木目調ドア、木目調ダッシュボード、上部液晶マルチメーターなどが装備される。
1998年モデルではビッグホーンのマイナーチェンジを受け、エクステリアが変更。エンジンも3.5L、215hpとなり、4WDはTorque-On-Demand（TOD）システムに変更された。グレードは1種類になり「プレミアム」グレードが標準となった
SLXの売り上げは芳しくなかったが、1996-1997モデルでのコンシューマーレポート誌によるテストで横転の危険性を指摘され「Not Acceptable」評価を受けたことが影響したと言われている。いすゞはコンシュマーユニオンを訴え、裁判では記事には重大な見落としがあったとされたが、売り上げの回復にむすびつかなかった。